# Distretto di Montana
Il distretto di Montana (in bulgaro Област Монтана?) è uno dei 28 distretti della Bulgaria.

## Comuni
Il distretto è diviso in 11 comuni:
| Comune           | Bulgaro         | Pop.   |
| ---------------- | --------------- | ------ |
| Berkovica        | Берковица       | 21 894 |
| Bojčinovci       | Бойчиновци      | 9 953  |
| Brusarci         | Брусарци        | 5 505  |
| Čiprovci         | Чипровци        | 4 303  |
| Georgi Damjanovo | Георги Дамяново | 2 811  |
| Jakimovo         | Якимово         | 4 516  |
| Lom              | Лом             | 34 202 |
| Medkovec         | Медковец        | 4 373  |
| Montana          | Монтана         | 63 272 |
| Vălčedrăm        | Вълчедръм       | 10 771 |
| Văršec           | Вършец          | 9 079  |